# Khunti
Khunti (en hindi: खूँटी ) es una localidad de la India, centro administrativo del distrito de Khunti en el estado de Jharkhand.

## Geografía
Se encuentra a una altitud de 648 m s. n. m. a 49 km de la capital estatal, Ranchi, en la zona horaria UTC +5:30.

## Demografía
Según estimación 2010 contaba con una población de 33 907 habitantes.